# 安角 (南极洲)
66°10′S 51°22′E / 66.167°S 51.367°E
安角是南極洲的岬角，位於東部南極地沿岸恩德比地，最高點海拔高度700米，該岬角在1929年12月由挪威探險隊發現，現時由南極條約體系管理。